# 738 TCN
738 TCN là một năm trong lịch La Mã.